# 卡尔·埃米尔·马尔梅林
卡尔·埃米尔·马尔梅林（瑞典語：Karl Emil Malmelin，1872年1月16日—1944年2月26日）是一名芬兰农场工人，曾谋杀多人。
1872年，马尔梅林出生在埃斯波，是當地一小农场的女傭的私生子。马尔梅林成年后，他在努爾米耶爾維南部的克劳卡拉一個小农场上班。當時有一個叫做约翰·埃泽基埃尔·阿斯佩林（Johan Ezekiel Aspelin）的人租住在马尔梅林所在的小农场。马尔梅林上班期间与他的女儿埃德拉（Edla）约会，但在马尔梅林向她求婚遭拒后，马尔梅林于1899年5月10日用一把斧子杀害了小农场的所有人。死者中有三名女性和两名儿童。几周后，马尔梅林被捕。
图尔库上诉法院判处马尔梅林终生监禁。马尔梅林服刑13年后，于1912年得到了俄罗斯沙皇尼古拉二世的赦免。马尔梅林出獄後一直低調生活。